# زرنيخات الصوديوم

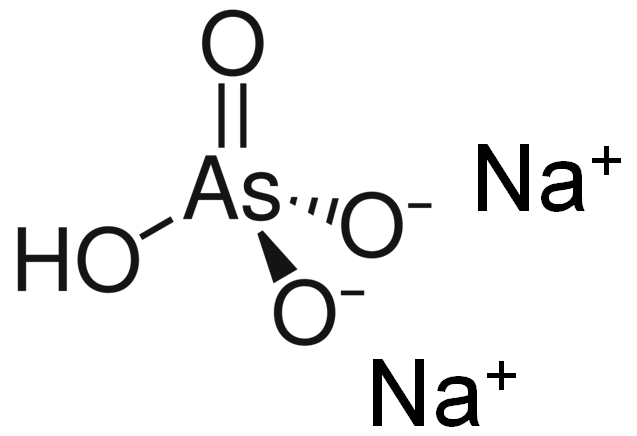

زرنيخات الصوديوم (أو أرسينات الصوديوم) هو مركب كيميائي يُرمز له بالصيغة الكيميائية Na3AsO4. الأملاح المشابهة له تُسمى أيضاً بزرنيخات الصوديوم، بما في ذلك Na2HAsO4 (زرنيخات هيدروجين ثنائي الصوديوم)و NaH2AsO4 (زرنيخات ثنائي هيدروجين الصوديوم).
ملح ثلاثي الصوديوم يكون صلباً أبيضاً أو عديم اللون، كما يكون سام للغاية. عادةً يتم معاملته أيضاً على أنه ثنائي عشر الهيدرات Na3AsO4.12H2O.
يمكن إنتاج هذا المركب عن طريق معادلة
{\displaystyle {\ce {H3AsO4 + 3 NaOH -> Na3AsO4 + 3 H2O}}}
هذا الملح والذي يكون على شكل ثنائي عشر الهيدرات، يكون أيضاً متشاكل (متشابه/متماثل الشكل) مع فوسفات ثلاثي الصوديوم.